# Unión Estadounidense por las Libertades Civiles
La Unión Estadounidense de Libertades Civiles (en inglés: American Civil Liberties Union o ACLU) es una organización sin fines de lucro y progresista de Estados Unidos. Sus oficinas centrales se encuentran en Nueva York y su misión principal es "defender y preservar los derechos individuales y las libertades garantizadas a cada persona en este país por la Constitución y las leyes de los Estados Unidos".
Esta organización realiza sus labores participando en litigios, en la elaboración de legislación y educando a la comunidad. Según su informe anual, la ACLU tenía más de 500 000 miembros a finales del 2005. Las demandas presentadas por la ACLU han influido significativamente en la evolución constitucional estadounidense. 
La ACLU proporciona asesoría legal en los casos en los cuales considera que las libertades civiles podrían estar en riesgo. Aun cuando la ACLU no proporciona representación legal directa, generalmente interviene en los procesos como amicus curiae. Además de su trabajo legal, la organización también ha realizado actividades de lobby y activismo político. 

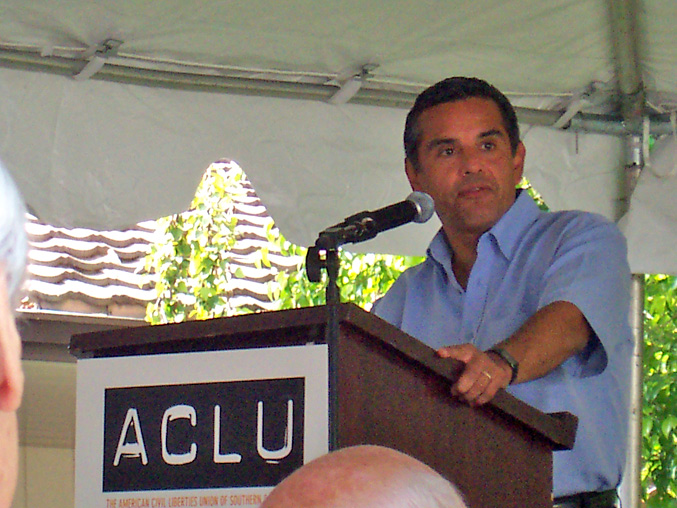
El exalcalde de Los Ángeles, Antonio Villaraigosa, en un evento.

## Historia
Roger Nash Baldwin en sus propias palabras, dijo que empezó con la idea de crear esta asociación inspirado luego de escuchar un mitin de la conocida anarquista y feminista estadounidense Emma Goldman, Nash se convirtió en el jefe de la Oficina Nacional de las Libertades Civiles (National Civil Liberties Bureau o NCLB) en 1917. En forma independiente a la Unión Americana Contra el Militarismo, la oficina se opuso a la intervención estadounidense en la Primera Guerra Mundial. La NCLB proporcionó asesoría jurídica y ayudó a los objetores de conciencia que era procesados bajo la Ley de Espionaje (Espionage Act) de 1917 o la Ley de Sedición (Sedition Act) de 1918. En 1920, la NCLB se transforma en la Unión Americana por las Libertades Civiles (American Civil Liberties Union), continuando Baldwin como su director. Jeannette Rankin, Crystal Eastman y Albert DeSilve, junto a otros antiguos miembros de la NCLB, ayudaron a Baldwin a fundar la ACLU.
En el año de su nacimiento, la ACLU fue formada para proteger a extranjeros amenazados con la deportación, junto a estadounidenses amenazados con cargos criminales por el fiscal general de los Estados Unidos Alexander Mitchell Palmer, por actividades comunistas o socialistas. También se opuso a los ataques contra los derechos de la Industrial Workers of the World (IWW) y otros sindicatos para reunirse y organizarse.
En 1940, la ACLU sacó a todos los comunistas que tenían puestos de dirección o eran parte del personal de la organización y, también, estableció que los comunistas no podrían ser miembros de ella. El consejo declaró que era "inadecuado que cualquier persona pertenezca a los comités directivos de la Unión o como parte de su personal, si es miembro de cualquier organización política que apoye la dictadura del proletariado en cualquier país, o que por sus declaraciones públicos indique su ayuda a tal principio". La purga, que fue conducida por Baldwin, un antiguo partidario del comunismo, comenzó con Elizabeth Gurley Flynn, miembro del Partido Comunista de los Estados Unidos y de la IWW.
Los ataques del 11 de septiembre de 2001 y el debate posterior con respecto al apropiado equilibrio de libertades civiles y de la seguridad nacional, incluyendo el pasaje relativo a la Ley USA PATRIOT (USA PATRIOT Act), condujeron a un aumento de un 20 % de los miembros de la ACLU, entre agosto de 2001 y diciembre de 2002, cuando la inscripción total alcanzó a 330 000. El crecimiento ha continuado y, en agosto de 2004, el total de miembros de la ACLU ascendía a 400 000.

## Estructura

### Dirección
Actualmente, la dirección de la ACLU comprende al Director Ejecutivo Anthony D. Romero y el presidente Nadine Strossen. La junta directiva nacional está compuesta por representantes elegidos por cada estado afiliado, así como por los delegados elegidos por los consejos de cada organización estatal afiliada. Cada organización estatal afiliada tiene un director ejecutivo y una junta directiva.

### Organización
La ACLU tiene situadas sus oficinas nacionales en Nueva York. La organización realiza la mayor parte de su trabajo a través de sus afiliados locales, organizados en cincuenta capítulos. El área abarcada por cada capítulo generalmente coincide con las límites estatales, sin embargo, California tiene tres capítulos, Pensilvania dos y Dakota del Norte y del Sur forman uno solo.
Las organizaciones estatales afiliadas son la unidad básica de la estructura de la ACLU.

### Financiamiento
La ACLU recibe financiamiento de una gran cantidad de fuentes. La distribución y el monto de los fondos para cada organización estatal afiliada, varía de estado en estado. Las pequeñas organizaciones afiliadas, con pocos recursos, reciben subsidios de la ACLU nacional.
La ACLU recibe aportes anuales de la Ford, Rockefeller, Carnegie, Field, Tides, Gill, Arcus, Horizons, y otras fundaciones.

## Posiciones
La mayoría de los casos de la ACLU se relacionan con la Primera Enmienda, la igual protección en el ejercicio de los derechos, el debido proceso y el derecho a la privacidad, no obstante, la organización ha tomado posiciones respecto a una amplia gama de asuntos:
- Libertad religiosa: defiende el derecho de los estadounidenses para practicar cualquier clase de religión y para realizar demostraciones públicas de su fe, aunque sin carácter oficial o con patrocinio del gobierno;
- Separación Iglesia-Estado: bajo esta premisa, la ACLU:
  - Se opone a la exhibición, con el patrocinio del gobierno, de símbolos religiosos en propiedad pública;
  - Se opone a los rezos, ceremonias religiosas, y algunas clases de "minutos de silencio" impuestos de forma oficial en las escuelas públicas o financiadas con fondos públicos;
- Absoluta libertad de expresión y de prensa, incluyendo los periódicos escolares;
- Derechos reproductivos, incluyendo el derecho de utilizar contracepción y de practicarse un aborto;
- Derechos civiles completos para homosexuales, bisexuales y transexuales (LGBT), incluyendo beneficios gubernamentales para parejas homosexuales iguales a los proporcionados a las heterosexuales;
- Acción afirmativa como medio de reparación, para superar la discriminación y alcanzar diversidad racial dentro los cuerpos estudiantiles;
- Los derechos de acusados e imputados contra las prácticas inconstitucionales de la policía;
- La descriminalización del consumo de drogas tales como la heroína, cocaína y marihuana;
- Los derechos de los inmigrantes.